# Norman Petty
Pour les articles homonymes, voir Petty.
Norman Petty, né le 25 mai 1927 et mort le 15 août 1984, est un musicien, compositeur et producteur de musique américain.

## Biographie
Né à Clovis, au Nouveau-Mexique, près de la frontière du Texas, Petty commença à jouer du piano à un jeune âge. Avec son épouse Vi et le guitariste Jack Vaughn il fonda le groupe connu sous le nom de The Norman Petty Trio. Il possédait un studio d'enregistrement dans sa ville natale, avec lequel il créa l'émission de radio KTQM. Il mourut de leucémie à Lubbock, au Texas, en 1984,.